# Physalaemus henselii
Physalaemus henselii é uma espécie de anfíbio da família Leptodactylidae.
Pode ser encontrada nos seguintes países: Argentina, Brasil e Uruguai.
Os seus habitats naturais são: campos de gramíneas de baixa altitude subtropicais ou tropicais sazonalmente húmidos ou inundados, marismas intermitentes de água doce, pastagens, jardins rurais e áreas urbanas.
Está ameaçada por perda de habitat.